# San José de Colinas (kommun)
San José de Colinas är en kommun i Honduras.   Den ligger i departementet Departamento de Santa Bárbara, i den västra delen av landet, 160 km nordväst om huvudstaden Tegucigalpa. Antalet invånare är 15 871.